# Lester W. Milbrath
Lester W. Milbrath (* 1925 in Bertha, Minnesota; † 26. Dezember 2007 in Amherst) war ein amerikanischer Soziologe und Politikwissenschaftler. 
Nachdem er Bachelor und Master an der University of Minnesota erworben hatte, wurde Milbrath an der University of North Carolina 1956 der Ph.D. verliehen. Als Hochschullehrer wirkte er ab 1957 in Duke sowie an der Northwestern University in Chicago und ab 1965 für den Großteil seiner akademischen Karriere an der University at Buffalo. Dort war Milbrath von 1976 bis 1987 Direktor des Environmental Studies Center. Besonders einflussreich sind Milbraths Arbeiten The Washington Lobbyists (1963) über den Einfluss von Lobbyisten auf den Congress und Political Participation: How and Why do People Get Involved in Politics (1965) zur politischen Partizipation.

## Veröffentlichungen (Auswahl)
- The Politics of environmental policy, Beverly Hills, California : Sage Publications, 1975, ISBN 0-803-90567-X
- Indicateurs de la qualité de l'environnement et de la qualité de la vie, Paris : Unesco, 1979, ISBN 9-232-01539-0
- Environmentalists, vanguard for a new society, Albany : State University of New York Press, 1984, ISBN 0-585-06378-8
- Envisioning a sustainable society : learning our way out, Albany : State University of New York Press, 1989, ISBN 0-585-05513-0
- Learning to think environmentally : while there is still time, Albany : State University of New York Press, 1996, ISBN 0-585-07647-2